# Antics
Antics (с англ. — «Нелепые выходки») — второй альбом нью-йоркской инди-рок-группы Interpol, вышедший в 2004 году на лейбле Matador Records. К 2010 году продажи Antics в США составили 501 000 копий. По сравнению с предыдущим альбомом, Turn on the Bright Lights, расширился диапазон настроений, выражаемых музыкой, композиции стали более энергичными, однако в целом стиль сохранился.

## Список композиций
1. «Next Exit» — 3:20
2. «Evil» — 3:35
3. «NARC» — 4:07
4. «Take You on a Cruise» — 4:54
5. «Slow Hands» — 3:04
6. «Not Even Jail» — 5:46
7. «Public Pervert» — 4:40
8. «C’mere» — 3:11
9. «Length of Love» — 4:06
10. «A Time to Be so Small» — 4:50

### Бонус-треки (Япония)
- «Slow Hands» (ремикс Dan the Automator)
- «Slow Hands» (ремикс Britt Daniel)

## Синглы
- «Slow Hands», выпущен в августе 2004.
- «Evil», выпущен в январе 2005.
- «C’mere», выпущен в апреле 2005.